# シャイニング・ザ・ホーリィアーク
『シャイニング・ザ・ホーリィアーク』は、ソニックが開発し、1996年12月20日にセガ・エンタープライゼスから発売されたセガサターン用3DダンジョンRPG。

## ストーリー
パルメキア大陸中央部に位置する小王国エンリッチは、かつては鉱山から採れる金を財源として、豊かな国力を誇っていたが、現在は呪われた土地と呼ばれるほど荒廃していた。
ある日、その国の王に招聘された傭兵アーサーは、廃坑となった鉱山に逃げ込んだお尋ね者ローディを捕える様依頼され、二人組の傭兵フォルテとメロディと共に、鉱山に向かう事になったが……

## 主な登場人物
アーサー
パルメキアで名の知れた主人公。若いながらも練達の剣士。金のためにはドライに仕事をこなすが、女の涙には弱い。エンリッチ国に招かれローディを打ち取るよう依頼される。
フォルテ
冷静沈着な性格で、確実な成果を上げる魔法使い。幼馴染のメロディと世界を旅する傭兵。
メロディ
精霊と会話ができる特殊能力を持つ。敵を察知したり、敵の種類を識別することもできる。
ローディ
遥か東方の島国を追われた忍者の末裔。俊敏な身のこなしで剃刀のような鋭い攻撃をする。
リサ
バッソ
ドイル
アカネ
ローディの妹。くの一の彼女は多彩な技を使う。力は剣士に劣るが鍛えられた技の切れはハイクラス。
ガルム
パンサー
リリクス
エリーゼ
サバト
エンリッチ王
御屋形様
レオン
大神官
スピリット

## システム
ピクシーアタック
特定の場所に隠れているピクシー（ピクシー・フェアリー・サキュバス・インキュバス・レプラカーン）を発見することによって可能になるモンスターへの先制攻撃。
各ピクシーはモンスターの出現方向に対応していて、それに合わせたピクシーを発現させると成功。ダメージはピクシーの数が増える事によって増加し、成功すると、戦闘後の経験値やお金が増え、モンスターがレアアイテムを落とす確率もあがる。
超掘り出し物
店長に話しかけることによって、ランダムに出現する貴重な武器や防具、アイテム。どの店で何が出るかは固定。
鍛冶屋
ミスリル銀で強力な武器や防具、ミスリルのかけらで貴重なアクセサリーを作ってくれる。ただし、何ができるかはランダム。呪われたアイテムを作る事もある。